# Malo Crniće
Malo Crniće (serbocroata cirílico: Мало Црниће) es un municipio y pueblo de Serbia perteneciente al distrito de Braničevo del este del país.
En 2011 tiene 11 422 habitantes, de los cuales 719 viven en el pueblo y el resto en las 18 pedanías del municipio. La gran mayoría de la población se compone étnicamente de serbios (10 104 habitantes), existiendo una minoría de valacos (475 habitantes).
Se ubica unos 10 km al sureste de Požarevac, sobre la carretera 161.

## Pedanías
Junto con Malo Crniće, pertenecen al municipio las siguientes pedanías:
- Aljudovo
- Batuša
- Boževac
- Veliko Selo
- Veliko Crniće
- Vrbnica
- Zabrega
- Kalište
- Kobilje
- Kravlji Do
- Kula
- Malo Gradište
- Salakovac
- Smoljinac
- Toponica
- Crljenac
- Šapine
- Šljivovac